# Rothesay Open 2022
Il Rothesay Open 2022 è stato un torneo di tennis professionistico maschile e femminile. È stata la 14ª edizione del torneo per le donne facente parte della categoria WTA 250 con un montepremi di 251 750 $. È stata invece la 26ª per gli uomini facente parte della categoria Challenger 125 dell'ATP Challenger Tour 2022, con un montepremi di 134 920 €. Si è disputato dal 6 al 12 giugno 2022 sui campi in erba del Nottingham Tennis Centre di Nottingham nel Regno Unito.

## Partecipanti singolare maschile

### Teste di serie
| Nazionalità | Giocatore          | Ranking* | Testa di serie |
| ----------- | ------------------ | -------- | -------------- |
| Regno Unito | Daniel Evans       | 32       | 1              |
| Rep. Ceca   | Jiří Veselý        | 73       | 2              |
| Australia   | Jordan Thompson    | 82       | 3              |
| Australia   | John Millman       | 91       | 4              |
| Australia   | Alexei Popyrin     | 102      | 5              |
| Spagna      | Fernando Verdasco  | 107      | 6              |
| Stati Uniti | Jack Sock          | 109      | 7              |
| Svizzera    | Marc-Andrea Hüsler | 119      | 8              |

* Ranking al 23 maggio 2022.

### Altri partecipanti
I seguenti giocatori hanno ricevuto una wild card per il tabellone principale:
- Daniel Evans
- Alastair Gray
- Paul Jubb

Il seguente giocatore è entrato in tabellone come special exempt:
- Jordan Thompson

Il seguente giocatore è entrato in tabellone come alternate:
- Duje Ajduković

I seguenti giocatori sono passati dalle qualificazioni:
- Otto Virtanen
- Daniel Cox
- Antoine Bellier
- Marius Copil
- Jason Jung
- Henri Squire

## Partecipanti WTA singolare

### Teste di serie
| Paese       | Giocatrice          | Ranking* | Testa di serie |
| ----------- | ------------------- | -------- | -------------- |
| Grecia      | Maria Sakkarī       | 3        | 1              |
| Regno Unito | Emma Raducanu       | 12       | 2              |
| Italia      | Camila Giorgi       | 30       | 3              |
| Cina        | Zhang Shuai         | 41       | 4              |
| Australia   | Ajla Tomljanović    | 42       | 5              |
| Stati Uniti | Alison Riske        | 43       | 6              |
| Brasile     | Beatriz Haddad Maia | 48       | 7              |
| Polonia     | Magda Linette       | 52       | 8              |

* Ranking al 23 maggio 2022.

### Altre partecipanti
Le seguenti giocatrici hanno ricevuto una wildcard per il tabellone principale:
- Jodie Burrage
- Sonay Kartal
- Emma Raducanu
- Maria Sakkarī

La seguente giocatrice è entrata in tabellone grazie al ranking protetto:
- Tatjana Maria

Le seguenti giocatrici sono passati dalle qualificazioni:

- Katie Boulter
- Cristina Bucșa
- Katarzyna Kawa
- Yuriko Miyazaki
- Eden Silva
- Darija Snihur

### Ritiri
Prima del torneo
- Sorana Cîrstea → sostituita da  Katie Volynets
- Alizé Cornet → sostituita da  Rebecca Marino
- Ons Jabeur → sostituita da  Zhu Lin
- Sofia Kenin → sostituita da  Heather Watson
- Ana Konjuh → sostituita da  Tatjana Maria
- Jessica Pegula → sostituita da  Wang Qiang
- Elena-Gabriela Ruse → sostituita da  Donna Vekić
- Clara Tauson → sostituita da  Harriet Dart

## Partecipanti WTA doppio

### Teste di serie
| Nazione     | Giocatrice          | Nazione       | Giocatrice       | Rank1 | Teste di serie |
| ----------- | ------------------- | ------------- | ---------------- | ----- | -------------- |
| Brasile     | Beatriz Haddad Maia | Cina          | Zhang Shuai      | 38    | 1              |
| Stati Uniti | Asia Muhammad       | Giappone      | Ena Shibahara    | 46    | 2              |
| Giappone    | Shūko Aoyama        | Taipei cinese | Chan Hao-ching   | 54    | 3              |
| Stati Uniti | Caroline Dolehide   | Romania       | Monica Niculescu | 60    | 4              |

* Ranking al 23 maggio 2022.

### Altre partecipanti
La seguente coppia è entrata in tabellone come alternate:
- Cristina Bucșa /  Maddison Inglis

### Ritiri
Prima del torneo
- Harriet Dart /  Heather Watson → sostituite da  Cristina Bucșa /  Maddison Inglis
- Monica Niculescu /  Elena-Gabriela Ruse → sostituite da  Caroline Dolehide /  Monica Niculescu
- Xu Yifan /  Yang Zhaoxuan → sostituite da  Alicia Barnett /  Olivia Nicholls

## Campioni

### Singolare maschile
Daniel Evans ha sconfitto in finale  Jordan Thompson con il punteggio di 6–4, 6–4.

### Singolare femminile
Beatriz Haddad Maia ha sconfitto in finale  Alison Riske con il punteggio di 6-4, 1-6, 6-3.
- È il secondo titolo in carriera e stagionale per la Haddad Maia, il primo su erba.

### Doppio maschile
Jonny O'Mara /  Ken Skupski hanno sconfitto in finale  Julian Cash /  Henry Patten con il punteggio di 3–6, 6–2, [16–14].

### Doppio femminile
Beatriz Haddad Maia /  Zhang Shuai hanno sconfitto in finale  Caroline Dolehide /  Monica Niculescu con il punteggio di 7-6(2), 6-3.